# روغن پلیول استر
روغن پلی اُل اِستر (به انگلیسی: Polyolester Oil) یا POE نوعی روغن ترکیبی است که در کمپرسورهای تبریدی که با مبردهای R-134a و R-410A و R-12 کار می‌کنند، مورد استفاده قرار می‌گیرد. خاصیت روانکاری این روغن با روغن های معدنی مورد استفاده با CFCها و HFCها برابری می کند.